# 5e cérémonie des Utah Film Critics Association Awards
La 5e cérémonie des Utah Film Critics Association Awards, décernés par la Utah Film Critics Association, a eu lieu le 18 décembre 2009, et a récompensé les films réalisés dans l'année.

## Palmarès

### Meilleur film
- In the Air (Up in the Air)
  - Démineurs (The Hurt Locker)
  - Inglourious Basterds

### Meilleur réalisateur
- Jason Reitman pour In the Air (Up in the Air)
  - John Hillcoat pour La Route (The Road)

### Meilleur acteur
- Viggo Mortensen pour le rôle du père dans La Route (The Road)
  - Jeremy Renner pour le rôle du Sergent William James dans Démineurs (The Hurt Locker)

### Meilleure actrice
- Carey Mulligan pour le rôle de Jenny dans Une éducation (An Education)
  - Maya Rudolph pour le rôle de Verona De Tessant dans Away We Go

### Meilleur acteur dans un second rôle
- Christian McKay pour le rôle d'Orson Welles dans Me and Orson Welles
  - Christoph Waltz pour le rôle du colonel Hans Landa dans Inglourious Basterds

### Meilleure actrice dans un second rôle
- Mo'Nique pour le rôle de Mary Lee Johnston dans Precious (Precious: Based on the Novel 'Push' by Sapphire)
  - Anna Kendrick pour le rôle de Natalie Keener dans In the Air (Up in the Air)

### Meilleur scénario
- Fantastic Mr. Fox – Wes Anderson et Noah Baumbach
  - (500) jours ensemble ((500) Days of Summer) – Scott Neustadter et Michael H. Weber
  - Inglourious Basterds – Quentin Tarantino

### Meilleur film en langue étrangère
- Thirst, ceci est mon sang (박쥐) •  Corée du Sud
  - Sin Nombre •  Mexique /  États-Unis

### Meilleur film d'animation
- Fantastic Mr. Fox
  - Là-haut (Up)

### Meilleur film documentaire
- The Cove
  - Anvil ! (Anvil! The Story of Anvil)